# World Series 1920
Le World Series 1920 sono state la 17ª edizione della serie di finale della Major League Baseball al meglio delle nove partite tra i campioni della National League (NL) 1920, i Brooklyn Dodgers/Robins (i nomi erano all'epoca intercambiabili) e quelli della American League (AL), i Cleveland Indians. A vincere il loro primo titolo furono gli Indians per cinque gare a due.
L'unico triplo gioco delle World Series, il loro primo grande slam e il primo fuoricampo da parte di lanciatore avvennero tutti in gara 5. Gli Indians vinsero la serie in memoria del loro ex interbase Ray Chapman, ucciso durante quella stagione da una palla ricevuta in piena testa.
Cleveland aveva vinto il pennant dell'American League in una lotta equilibrata contro i Chicago White Sox e i New York Yankees. Il coinvolgimento dei primi nello scandalo dei Black Sox l'anno precedente fu scoperto solo nel finale di stagione e le loro stelle furono sospese quando mancavano tre gare al termine, quando erano virtualmente alla pari con gli Indians. Gli Yankees, che avevano da poco acquisito la stella Babe Ruth, erano quasi pronti ad iniziare la loro dinastia. Per Cleveland, si trattò di uno dei rari successi in una storia sportiva segnata da diverse formazioni di basso livello e di delusioni. Queste furono le ultime World Series fino al 1980 a vedere la presenza di due squadre che non avevano ancora conquistato il titolo.

## Sommario

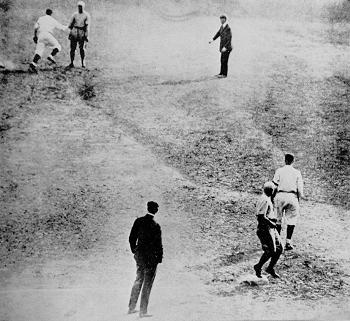
Una fase di gioco di gara 5

Cleveland ha vinto la serie, 5-2.
| Gara | Data       | Risultato                                  | Stadio       | Tempo | Pubblico |
| ---- | ---------- | ------------------------------------------ | ------------ | ----- | -------- |
| 1    | 5 ottobre  | Cleveland Indians – 3, Brooklyn Robins – 1 | Ebbets Field | 1:41  | 23.573   |
| 2    | 6 ottobre  | Cleveland Indians – 0, Brooklyn Robins – 3 | Ebbets Field | 1:55  | 22.559   |
| 3    | 7 ottobre  | Cleveland Indians – 1, Brooklyn Robins – 2 | Ebbets Field | 1:47  | 25.088   |
| 4    | 9 ottobre  | Brooklyn Robins – 1, Cleveland Indians – 5 | League Park  | 1:54  | 25.734   |
| 5    | 10 ottobre | Brooklyn Robins – 1, Cleveland Indians – 8 | League Park  | 1:49  | 26.884   |
| 6    | 11 ottobre | Brooklyn Robins – 0, Cleveland Indians – 1 | League Park  | 1:34  | 27.194   |
| 7    | 12 ottobre | Brooklyn Robins – 0, Cleveland Indians – 3 | League Park  | 1:55  | 27.525   |

## Hall of Famer coinvolti
- Umpire: Bill Klem, Tom Connolly, Hank O'Day
- Indians: Stan Coveleski, Joe Sewell, Tris Speaker
- Dodgers: Wilbert Robinson (man.), Rube Marquard, Zack Wheat